# Willy Lundin
Dag Willy Ronald Lundin, född 28 december 1931 i Starrkärrs församling i Älvsborgs län, död 27 oktober 2016 i Näsets distrikt i Göteborg, var en svensk jazzmusiker (dragspelare och saxofonist) och konstnär boende i Västra Frölunda i Göteborg. Han var först verksam i Kenneth Fagerlunds orkester. Han har spelat tillsammans med bland andra Stan Getz, Lee Konitz, Jan Johansson och Joe Zawinul. Både som altsaxofonist och dragspelare var han en musiker av hög internationell klass. Sist inspelade album med Lundin var Swedish Paintings, 1994, en kritikerrosad dragspelskiva med jazzmusik i svensk folkton.